# Manchester Evening News
Il Manchester Evening News (a volte abbreviato in MEN) è un quotidiano regionale che copre il Grande Manchester nel nord ovest dell'Inghilterra, fondato nel 1868. Viene pubblicato dal lunedì al sabato; un'edizione della domenica, MEN on Sunday, è stata lanciata nel febbraio 2019. Il giornale è di proprietà di Reach plc (ex Trinity Mirror), uno dei più grandi gruppi editoriali di giornali britannici.
Da quando ha adottato una strategia "digital first" nel 2014, MEN ha registrato un'enorme crescita online, mentre la sua diffusione media giornaliera di stampa per la prima metà del 2018 è stata di 36 715 copie. Nel 2018 British Regional Press Awards, è stato nominato Giornale dell'anno e Sito web dell'anno.

## Storia

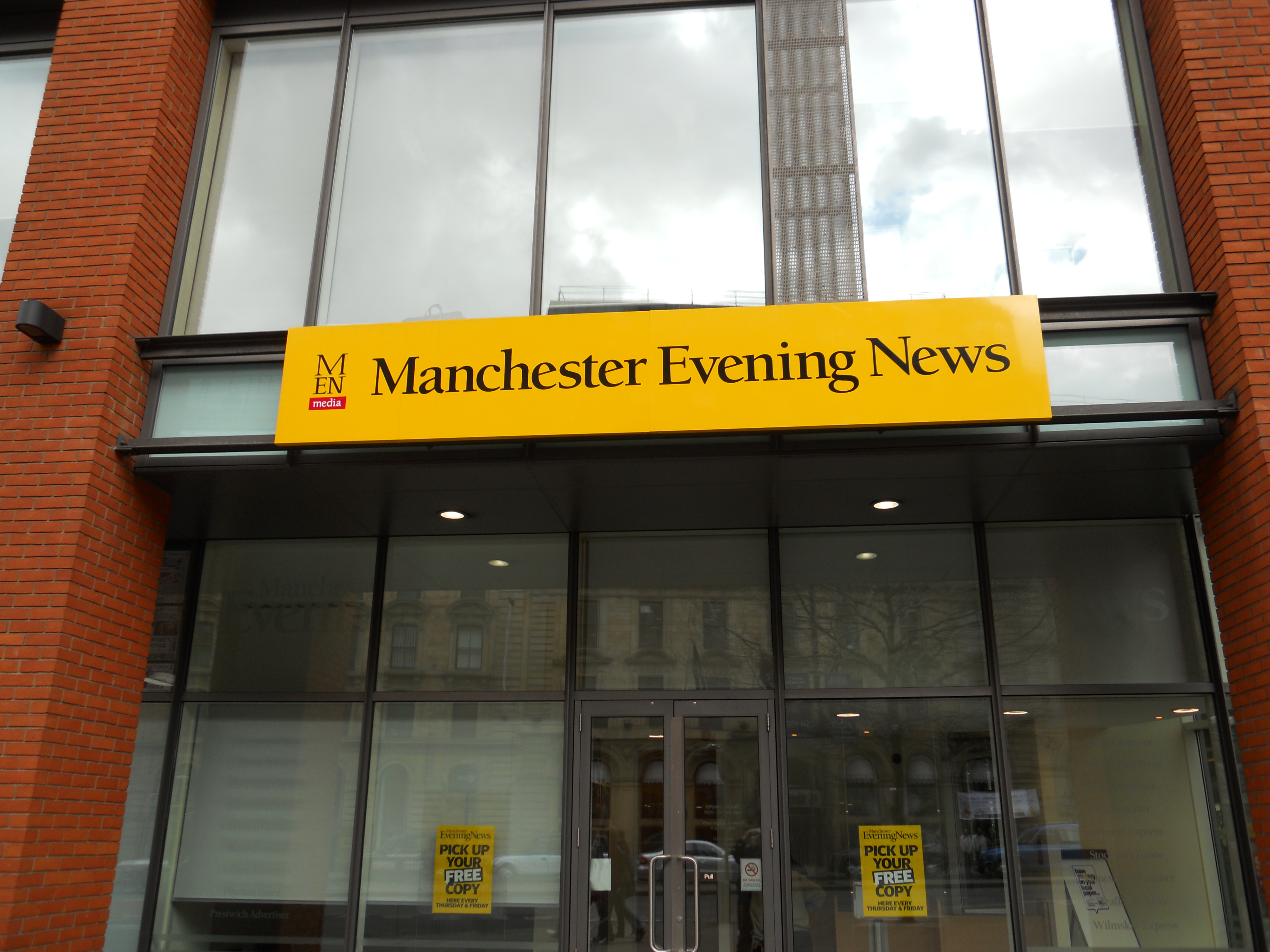
L'ufficio in Portland Street

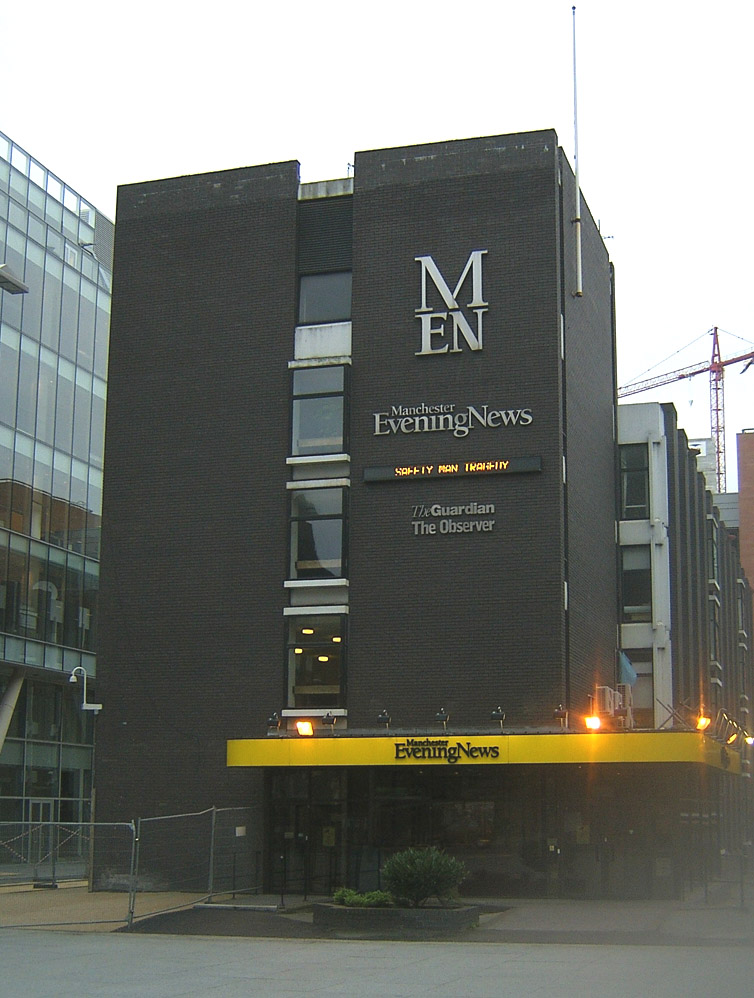
Gli ex uffici di Spinningfield

### Formazione e acquisizione da parte diThe Guardian
Il Manchester Evening News fu pubblicato per la prima volta il 10 ottobre 1868 da Mitchell Henry come parte della sua campagna elettorale parlamentare: il primo numero era costituito da quattro pagine e costava mezzo penny. Il giornale era gestito da un piccolo ufficio in Brown Street, con circa una dozzina di dipendenti. Al momento del lancio del giornale, Henry affermò: "Nel metterci in stampa, non abbiamo scuse da offrire, ma la certezza di un obiettivo onesto al servizio dell'interesse pubblico". La citazione di Henry è esposta sul muro d'ingresso ai moderni uffici del giornale.
Non essendo stato eletto, Henry perse interesse nell'attività, vendendo la pubblicazione a John Edward Taylor Jr., figlio del proprietario del giornale John Edward Taylor, fondatore del Manchester Guardian (l'attuale The Guardian). Il giornale divenne la controparte serale e il titolo gemello del Manchester Guardian e i due titoli iniziarono a condividere un ufficio, situato in Cross Street, dal 1879. Taylor portò suo cognato Peter Allen come partner nel Manchester Evening News e, dopo la morte di Taylor nel 1907, il Guardian fu venduto al suo editore CP Scott mentre l' Evening News passò nelle mani della famiglia Allen. Nel 1924, il figlio di CP Scott, John Russell Scott, unificò i giornali, acquistando il Manchester Evening News e formando il Manchester Guardian e l'Evening News Ltd, che a loro volta divennero poi Guardian Media Group (GMG).
Nel 1936, John Russell Scott fondò lo Scott Trust per proteggere l'azienda dalle tasse in seguito alla morte di suo padre e del fratello minore Ted in stretta successione. Il contenuto degli atti originali non è stato divulgato dalla società, ma una copia ottenuta da The Independent avrebbe in seguito rivelato che i termini obbligavano i fiduciari a "fare del loro meglio per assicurarsi che il [...] Manchester Guardian e Manchester Evening News [...] fossero condotti il più possibile secondo gli stessi principi che hanno finora".
Durante la direzione di William Haley (che in seguito divenne direttore generale della BBC e successivamente editore di The Times) negli anni trenta, la tiratura del giornale crebbe a oltre 200 000 copie. Nel 1939 la pubblicazione era il più grande quotidiano provinciale serale del paese.
Nel 1961, The Manchester Guardian and Evening News Ltd acquistò il Manchester Evening Chronicle, e due anni dopo, i due giornali si unirono. In seguito a questo, la circolazione del Manchester Evening News superò le 480 000 copie.

### Acquisizione da parte di Trinity Mirror
Nel dicembre 2009, GMG confermò di aver tenuto "colloqui esplorativi" sulla vendita del Manchester Evening News. In seguito, un rapporto del Daily Telegraph indicò Trinity Mirror come potenziale acquirente. Il titolo ha stimato che il Manchester Evening News da solo valeva circa 200 milioni di sterline prima del crollo della pubblicità sui giornali.
Nel febbraio 2010, il Manchester Evening News è stato venduto insieme ad altri 31 titoli regionali di GMG a Trinity Mirror, recidendo lo storico legame tra The Guardian e Manchester Evening News. La vendita è stata valutata a 44,8 milioni di sterline. La vendita del ramo regionale di GMG è stata negoziata per compensare le perdite dell'azienda, con The Guardian e il suo titolo domenicale The Observer che avevano accumulato perdite per 100 000 sterline al giorno. La vendita fu descritta da Numis come "l'affare del decennio" per Sly Bailey, amministratore delegato di Trinity Mirror,, mentre Steve Busfield del The Guardian affermò che la vendita era indicativa del business in declino dei media regionali, confrontando la vendita a quella dell'acquisizione da parte di Johnston Press di 53 titoli regionali tra cui The Yorkshire Post otto anni prima, per £ 560 milioni. Nell'anno precedente la vendita del giornale, GMG aveva ridotto a 50 il numero dei giornalisti.
La sede del Manchester Evening News è stata trasferita da Scott Place nell'area Spinningfields del centro di Manchester a uno stabilimento Trinity Mirror a Chadderton, dove vengono stampati altri titoli Trinity Mirror nel nord ovest dell'Inghilterra. Nel 2013, il titolo ha superato per la prima volta i 10 milioni di lettori online mensili, registrando 10 613 119 visitatori.